# Shunqing
Shunqing (en chino, 顺庆; pinyin, Shùnqìng (escuchar)ⓘ) es un distrito urbano bajo la administración directa de la ciudad-prefectura de Nanchong. Se ubica en la provincia de Sichuan, centro-sur de la República Popular China. Su área es de 544 km² y su población total para 2010 superó los 700 mil habitantes. 

## Administración
Desde julio de 2023, el Distrito Shunqing se divide en 19 pueblos que se administran en 12 subdistritos, 6 poblados y 1 villa.

## Toponimia
El topónimo Shunqing [/shɔn-ching/]  se compone de los sinogramas Shun que significa 'favorable'  y Qing que significa 'prosperidad'.
En el año 1227, el emperador Lizong de la dinastía Song del Sur, sirvió como comandante de la milicia en Guozhou, y con el deseo de que el lugar fuera próspero  y de buen augurio para el país, le dio por nombre Shunqing de la frase; Orar por el destino nacional para que sea favorable y prospero (以祈国运祥顺吉庆 Yǐqí guóyùnxiáng Shùnjíqìng).